# Линейни кораби тип „Колорадо“
„Колорадо“ (на английски: Colorado) са серия линейни кораби на САЩ, развитие на типа „Тенеси“. Това са последните супердредноути във ВМС на САЩ, построени до сключването на Вашингтонския морски договор от 1922 г. От заложените четири корпуса са достроени и въведени в състава на ВМС в периода 1917 – 1923 г. само 3 единици. Всички те впоследствие имат активно участие във Втората световна война, използват се в Тихия океан за усилването на авианосните съединения и бомбардировки над японските укрепени позиции по островите. Скоро след края на войната, през 1947 г., всички линкори от този тип са извадени в резерва, в рамките на програмата за съкратяване на флота. В резерва линкорите престояват десетилетие и половина, до окончателното им снемане от въоръжение, като остарял клас кораби, през 1959 г. Всички кораби от този тип са продадени за скрап и са изключени от списъците на флота.

## Конструкция
Линкорите от типа „Колорадо“ се създават като версия на корабите от типа „Тенеси“ с 16-дюймови оръдия на главния калибър. Останалите разлики са незначителни, така например броят на оръдията от спомагателния калибър е съкратен до 12. Основните изменения във външния вид, в сравнение с типа „Ню Мексико“, се състоят в следното. Тъй като казематните оръдия в корпуса все едно пак не могат ефективно да се използват в открито море, се отказват от такова разположение и бордовете на корабите получават по-проста форма. Тъй като котелните отделения (по 4 на всеки борд) вече са разположени на по-голяма дължина на корпуса, е въведен втори комин. Опитът от управлението на линкорите показва неудачната форма на носовата надстройка и бойната рубка на „Ню Мексико“. Вече мостикът е по-развит, а бойната рубка е свързана с надстройката с две нива окачени мостици. На новите линкори също са увеличени размерите на топовете на мачтите с хиперболоидна конструкция, където се намират наблюдателните постове и постовете за управление на огъня.
В останалото формата на корпуса и надстройките повтарят „Ню Мексико“. Бордовете имат малко заваляне: ширината на палубата на полубака е с 0,6 м по-малка, отколкото при водолинията. Линкорите от типа „Колорадо“ има известно огъване на горната палуба: при диаметралната плоскост тв е с фут (0,3048 м) по-нагоре, отколкото при бордовете. Независимо от желанието да се усили защитата, технологични проблеми, свързани със закаляването на броневи плочи с дебелина над вече усвоените 343 мм, оставят бронята практически без изменения. Поради американската технология допълнителната дебелина на броневите плочи не дава съществено усилване на защитата, а само добавя няколкостотин тона тегло.

### Въоръжение
Новите 406-мм/45 оръдия са разположени в четири двуоръдейни кули, които конструктивно са почти идентични на триоръдейните на предходния тип, визуално различавайки се с наличието на чупка на покрива. Далечината на стрелба със 1016-кг снаряд съставлява 173 кбт. Макар за това оръдие американците да избират комбинацията „лек снаряд / умерена скорост/ висока живучест на ствола“, защитата на американските „стандартни линкори“ не могже да противостои на техните бронебойни снаряди.
343-мм брониран пояс на „стандартния“ американски линкор 406-мм снаряд пробива от дистанция около 19 000 м. Горната палуба се пробива от 16 600 м.
Само при линкорите от типа „Вашингтон“, с 305-мм пояс, наклонен под ъгъл 15°, 140 мм главна палуба и 37 мм горна се появява зона на свободно маневриране (ЗСМ) срещу 1016-кг 406-мм снаряд и тя се простира от 21,3 до 27,8 хил. ярда (19,5 – 25,4 км) според критерия EL.

### Брониране
Главният пояс е набран от външно закалени круповски плочи с височина 5,18 м, горните 3,2 м са с дебелина 343 мм, а след това изтъняват до 203 мм при долния ръб. Такива плочи имат носовата и кърмовата траверси.
Дебелината на палубите е същата като на типа „Тенеси“: горната, набрана от два слоя: 70-фунтова стомана със специална закалка (STS) върху 70-фунтова никелова стомана (NS) и противоосколъчната палуба: 24,9 мм STS върху 12,4 мм мека корабостроителна стомана. Такова разпределение на дебелините на палубната броня (дебелата палуба отгоре), на основата на натрупания опит, в съветско време председателят на Научно-техническия комитет, Н. И. Игнатиев, нарича изпълнение „нагоре с краката“. Фугасните 406-мм снаряди пробиват броня с дебелина от почти четвърт на своя калибър (100 мм) и за да се противодейства на своите собствени снаряди трябва или горната палуба да е по-дебела от 100 мм, или да се пренесе дебелата палуба отдолу.
Противоторпедната защита в по-голямата част от корпуса се състои от четири вертикални надлъжни прегради. Първата има дебелина 9,5 мм и преминава на 1,3 м от борда, зад нея, през 0,915 м, вървят още три по 19 мм. Пространството между 1-а, 2-а и 3-а прегради е запълнено с нефт. В района на енергетичната установка върви допълнителна 9-мм преграда, отстояща от четвъртата на 1,22 м, сумарната им дебелина е 69,5 мм. Максималната дълбочина на защитата достига 5,3 м. Системата може да издържи взрив на 400 фунтов тротил.
В хода на серия опити с детониране в СССР тази система за защита и Пулзе-Литорио показват най-добрите резултати. Но американската е по-добра по експлоатационни и конструктивни качества.

### Eнергетична установка

#### Главна енергетична установка
Eнергетичната установка на корабите от типа „Колорадо“ се отличава само в някои детайли от турбоелектрическата на типа „Тенеси“. Налягането на парата е повишено до 20 атм. Два турбоагрегата („Westinghouse“ на „Colorado“ и „Maryland“, „General Electric“ на „West Virginia“) върти два 15 000-кВт генератора за двуфазен променлив ток. Токът с напрежение 5000 В се подава към 4 електромотора с мощност по 5424 кВт (сумарно 21 696 кВт или 29 095 к.с. [механични] или 28 900 електрически конски сили), въртящи гребните валове. Парата за турбоагрегатите се изработва от осем котела „Babcock & Wilcox“. Проектната скорост съставлява 21 възела, далечината на плаване на 10 възела се очаква да бъде 8000 морски мили.

#### Електрозахранване
В допълнение към шестте 300-киловатови турбогенератора има два дизел-генератора по 400 кВт – първоначално за основно използване в пристанищата.

#### Далечина на плаване и скорост на хода
Според опита на Първата световна война във флота на САЩ решават да преминат към 15-възлова икономична скорост вместо предишната 10-12-възлова, при това е желателно съхраняването на стандартната далечина от 8000 мили. Това се явява като резултат от анализ на загубите на кораби и съдове от атаки на подводни лодки.
Запасът нефт при типа „Колорадо“ съставлява 1267 д. тона нормален, 1900 д. т пълен. При наличието на пълен запас и чисто дъно далечината на плаване съставлява 6410 мили при 12 възела или 3000 на 20-е (година след докуване съответно 5130 и 2400 мили). За стандартната далечина от 8000 мили на 10 възела на „Колорадо“ му трябват 2100 д. т (200 т претоварване) нефт, а на останалите по 1905 д. т.
Максималният възможен запас гориво на „Мериленд“ и „Уест Вирджиния“ е 4794 д. тона. С максималния възможен запас те могат да изминат 9900 мили на 18 възела.

## Представители на проекта
| Название                                   | Корабостроителница                | Залагане         | Спуск на вода       | Влизане в строй                                                    | Съдба                                                                                              |
| ------------------------------------------ | --------------------------------- | ---------------- | ------------------- | ------------------------------------------------------------------ | -------------------------------------------------------------------------------------------------- |
| „Колорадо“ USS Colorado (BB-45)            | New York Shipbuilding Corporation | 29 май 1919 г.   | 22 март 1921 г.     | 30 август 1923 г.                                                  | изваден в резерва на 7 януари 1947 г., отписан от флота на 1 март 1959 г., продаден за скрап       |
| „Мериленд“ USS Maryland (BB-46)            | Newport News Shipbuilding         | 24 април 1917 г. | 20 март 1920 г.     | 21 юли 1921 г.                                                     | изваден в резерва на 3 април 1947 г., отписан от флота на 1 март 1959 г., продаден за скрап        |
| „Вашингтон“ USS Washington (BB-47)         | New York Shipbuilding Corporation | 30 юни 1919 г.   | 1 септември 1921 г. | Не е достроен във връзка с решенията на Вашингтонската конференция | Потопен на 25 ноември 1924 г. от линкора „Texas“ по време на учения                                |
| „Уест Вирджиния“ USS West Virginia (BB-48) | Newport News Shipbuilding         | 12 април 1920 г. | 19 ноември 1921 г.  | 1 декември 1923 г.                                                 | изваден в резерва на 9 януари 1947 г., отписан от флота на 15 септември 1959 г., продаден за скрап |

## Модернизации
Към средата на 20-те корабите от „Голямата петица“ се считат за достатъчно съвременни. Американските специалисти се стараят да модернизират по-старите кораби до тяхното ниво. Тъй като броневата и противоторпедната защити се смятат за напълно достатъчни, а следва само да се отчита заплахата от страна на авиацията, извършените работи включват: подобряване на антигазовата защита, добавяне на 51 мм броня върху главната бронепалуба (1319 тона), удебеляване на покривите на кулите, замяна на снарядите на главния калибър и свързаната с това замяна на подемниците за боезапаса, поставянето на нови прибори за управление на стрелбата. Предполага се поставянето на всеки кораб по две 4-стволни установки 28-мм автомати и замяната на главните механизми, за да се съхрани скоростта. Разглеждан е също и вариант за поставянето на бордови були – не толкова в качеството на средство за ПТЗ, колкото за компенсация на увеличеното високо разположено тегло и увеличилото се газене. Но при тях между 20-те и 30-те години измененията се оказват минимални – замяна на зенитките, появата на катапулт и бордов хидросамолети, а също и по-съвършени прибори за управление на стрелбата.
Голяма модернизация преди ВСВ успява да премине само „Мериленд“, корабът получава були, отстоящи от обшивката на 6 фута (1,83 м) и имащи 12,7-мм стени и 9,5-мм покрив. По горната палуба над силовата установка са добавени 31,7-мм плочи стомана с висока якост (HTS).
Разчетната зона на неуязвимост от 406-мм снаряди (с маса 1016 кг, начална скорост 768 м/с) се намира от 19 000 до 24 600 м.
Катастрофата в Пърл Харбър води до поставянето на първо по важност място усилването на палубната броня, а на второ усилването на зенитната артилерии. Предвижда се свалянето на 765-тонната бойна рубка с комуникационната тръба, 460-тонни димоходи, поставянето на двуслойни були (външния слой отстои от обшивката на 2,74 м, вътрешния – на 1,54 м), усилване на хоризонталната броня. Освен това 31,7-мм плочи HTS на горната палуба втората палуба е усилена с 51-мм плочи STS (76 мм в района на погребите). Покривите на кулите получават 178-мм плочи, а на „Уест Вирджиния“ са поставени даже 184-мм, произведени вече за новия линкор „Айова“. На корабите са поставени леки бойни рубки със 127-мм стени.
Увеличаването на ширината на корпуса до 32,94 м се смята за недостатъчно от моряците, считайки, че височината на горния ръб на пояса над водата трябва да бъде не по-малко от 2,4 м (реално с 0,7 – 0,9 м по-малко). Корабите в резултат на модернизацията получават новите зенитни съвременни универсални 127-мм/38 оръдия и автомати (почти 600 тона), 1362 д. тона допълнителна палубна броня, по-широки були (ширината на корпуса става 34,77 м) и корабите вече не могат да преминават през Панамския канал.
Линкорите „Колорадо“ и „Мериленд“ дълго време не могат да бъдат извадени от строя за допълнителната им модернизация. През ноември 1943 г. от двата линкора са снети две от 10-те 127-мм/51 оръдия и всичките „чикагски пиана“. Американската промишленост успява да подсигури флота с достатъчно количество „бофорси“, и тези два кораба получават по 6 четирицевни и по четири двуцевни установки. Картечниците са свалени, а броят на „ерликоните“ леко е намален: до 42 и 40 ствола. Броят на „ерликоните“ постоянно се променя, например на „Мериленд“ са добавени 6, а след това още 4, после са свалени два.
Последната голяма модернизация на всички стари линкори е планирана да се проведе през лятото-есента на 1945 г. За провеждането на тези работи пречат края на войната в Тихия океан и здравият разум.

## Оценка на проекта
В САЩ са построени линкорите от типа „Колорадо“ с осем 406-мм оръдия. В Япония е построен линкорът „Нагато“ с осем 410-мм оръдия и се строи еднотипният му „Муцу“. В рамките на Вашингтонското съглашение, Великобритания получава правото да построи линейните кораби от типа „Нелсън“, като отговор на американските линкори от типа „Колорадо“ и японските от типа „Нагато“. Новите британски линкори са по същество 23-възлов вариант на линейните крайцери от типа „G-3“. Всичките тези кораби дълго са единствените линкори в своите флотове, проектирани и построени с отчитането на опита, получен през Първата световна война.
| Сравнителни ТТХ на линкори.                      |                |               |                           |
| характеристики                                   | „Колорадо“     | „Нагато“      | „Нелсън“                  |
| Страна                                           |                |               |                           |
| Година на влизане в строй                        | 1923           | 1921          | 1927                      |
| Размери Д×Ш×О                                    | 190,2×29,7×9,2 | 213,4×29×9,1  | 216,6×32,3×8,6            |
| Водоизместимост, стандартна, т                   |                |               | 35 560                    |
| Водоизместимост нормална, т                      | 33 123         | 33 800        | 36 657                    |
| Водоизместимост, пълна, т                        | 34 129         | 38 500        | 38 873                    |
| Артилерия на главния калибър                     | 4×2×406-мм/45  | 4×2×406-мм/45 | 3×3×406-мм/45             |
| Спомагателна артилерия                           | 12×127-мм/51   | 20×140-мм/50  | 6×2×152-мм/45 6×120-мм/50 |
| Зенитна артилерия                                | 4×76-мм/50     | 4×78-мм/40    | 8×40-мм/40                |
| Торпедни апарати                                 | 2              | 8             | 2                         |
| Главен броневи пояс, мм                          | 343            | 305           | 356 – 330                 |
| Брониране на палубите, мм                        | 89+37          | 69+50         | 159 – 95                  |
| Брониране на кулите на ГК – чело/борд/покрив, мм | 457/254/127    | 305/230/127   | 406/279/184               |
| Барбети на кулите на ГК, мм                      | 330            | 305           | 381                       |
| Брониране на бойната рубка – стени/покрив, мм    | 406/203        | 369           | 356/165                   |
| Енергетична установка, к.с. (скорост, възела)    | 28 900 (21)    | 80 000 (26,5) | 45 000 (23)               |

## Коментари
1. ↑  извивка
2. ↑  По какъв критерие се отбелязва пробиването в източника не е посочено
3. ↑  EL (Effective Limit) е пределът на ефективното поражение: снарядът прониква зад броневата преграда, съхранявайки способността си за детонация (взривателя е наред, чашата на снаряда с ВВ не е разрушена; отсъства балистичният и като правило бронебойният наконечници).
4. ↑  Мощността им не е указана в източниците.
5. ↑  Една механична конска сила е равна на 745,69987 Вата.
6. ↑  Една електрическа конска сила= 746 Вата.
7. ↑  Пробиване и на двете палуби.
8. ↑  Всички данни са проектни към момента на влизане в строй.
9. ↑  В хода на бойните действия при всички кораби е значително усилена.